# چاه‌کنان پایین
چاه‌کنان پایین یک روستا در ایران است که در دهستان باقران شهرستان بیرجند واقع شده‌است.